# Quam

Das Logo von Quam

Quam GmbH (lateinisch quam ‚wie‘) war ein Mobilfunkanbieter mit Geschäftstätigkeit in Deutschland. Er gehörte der Group 3G UMTS Holding GmbH, einem Konsortium aus der finnischen Sonera (mittlerweile Telia Company) und der spanischen Telefónica Móviles.

## Firmengeschichte
Group 3G hatte drei Konsorten: das spanische Unternehmen Telefónica Móviles (57,2%iger Anteil), das finnische Unternehmen Sonera (heute Telia Company) (42,8 % Anteil) und zunächst (bis zu dessen Übernahme durch France Télécom) das britische Unternehmen Orange. Group 3G hatte seinen Sitz in München.
Das Konsortium ersteigerte im August 2000 eine der sechs deutschen UMTS-Lizenzen für 16,45 Milliarden DM. Im November 2000 erhielt Telefónica durch eine Auktion für 117 Millionen Euro eine Lizenz für 3G-Mobiltelefonie in Österreich. Im Dezember desselben Jahres erhielt Telefónica im Rahmen einer Ausschreibung mit einem Aufwand von 50 Millionen Franken eine 3G-Lizenz in der Schweiz. Geplant war unter dem Markenname Quam eine Expansion in diese Länder, die aber nie zu Stande kam. Quam startete Mitte 2001 seinen Netzbetrieb.
Da Quam in Deutschland kein eigenes Mobilfunknetz besaß, kooperierte es mit dem Mobilfunkbetreiber E-Plus, indem das Mobilfunknetz von E-Plus unter eigenem Namen und mit eigenen Rufnummern genutzt wurde (MVNO). Im Dezember 2001 gab es Probleme mit der Zusammenschaltung der Netze von Quam mit den Netzen der anderen Mobilfunkbetreiber. Unter anderem konnten Quam-Kunden aus vielen Netzen nicht direkt erreicht werden, da Quam nach Aussagen anderer Netzbetreiber notwendige Verbindungsleistungen nicht rechtzeitig bestellt hatte. Anrufer mussten zunächst eine kostenlose Quam-Vermittlung anwählen und sich dann von dieser zum gewünschten Gesprächspartner verbinden lassen. Nachdem sich abzeichnete, dass dieser Zustand noch längere Zeit andauern würde, stellte das Unternehmen mitten im Weihnachtsgeschäft 2001 den Verkauf ein. Die meist in teuren Innenstadtlagen befindlichen Quam-Ladengeschäfte servierten lediglich Kaffee, was den Quam-Geschäften den Spitznamen „Deutschlands exklusivste Cappuccino-Bars“ einbrachte.
Im Februar 2002 erhielt Quam die ironische Auszeichnung „Goldener Marketingflop 2001“ von der Universität Duisburg.
Im Juli 2002 stellte Quam seine GSM-Dienste ein. Zu diesem Zeitpunkt hatte der Anbieter etwa 200.000 Kunden. Eine spätere Nutzung der UMTS-Lizenz war geplant. Am 15. Oktober 2002 wurde das endgültige Ende des Angebots von GSM-Diensten zum 15. November 2002 bekannt gegeben. Telefónica und Sonera gaben parallel im Juli 2002 die Einstellung der Aktivitäten im übrigen europäischen Betrieb bekannt (Telefónica in Italien, Österreich und der Schweiz; Sonera in Italien). Quam empfahl seinen Kunden einen Wechsel zum Konkurrenten T-Mobile, der dem Unternehmen dafür eine Prämie zahlte. Die UMTS-Lizenz verblieb bei Quam, da die Lizenzbedingungen der Regulierungsbehörde für Telekommunikation und Post es nicht zuließen, diese zu verkaufen. Der Lizenznehmer musste sich der Bedingung unterwerfen, bis Ende 2003 einen Versorgungsgrad von 25 % zu erreichen. Da bei einer Prüfung durch die Bundesnetzagentur keine Aktivität festgestellt werden konnte, wurde die Lizenz- und Frequenzzuteilung im Jahr 2004 wieder entzogen (Az.: 13 A 2969/07). Das Oberverwaltungsgericht Münster wies die Klage auf Erstattung der rd. 8,5 Mrd. Euro im Jahr 2009 ab. Eine Revision wurde durch das Oberverwaltungsgericht nicht zugelassen, wohl aber durch das Bundesverwaltungsgericht. Letzteres wies die zugelassene Revision im August 2011 zurück: Der Widerruf der Frequenznutzungsrechte sei als einschränkende Konkretisierung von Art. 14 GG zulässig gewesen; auch eine Erstattung könne nicht beansprucht werden. Das Bundesverfassungsgericht hat diese Entscheidung durch Beschluss vom 25. Juni 2015 bestätigt und eine eingelegte Verfassungsbeschwerde nicht zur Entscheidung angenommen.
Die entzogenen UMTS-Frequenzblöcke wurden im Frühjahr 2010 erneut versteigert.
Im April 2006 wurde die Domain quam.eu von der Muttergesellschaft Telefónica reserviert und zum Verkauf angeboten. Die deutsche Internetpräsenz quam.de ist weiterhin online, enthält aber lediglich Informationen darüber, dass der Netzbetrieb in der Nacht vom 15. zum 16. November 2002 eingestellt wurde.
Am 18. November 2013 wurde von Telefónica in Argentinien ein Mobilfunkanbieter mit dem Namen Quam gestartet. Ein Jahr später, am 18. November 2014, wurde es in Tuenti Móvile umbenannt.
Die Quam GmbH besteht hingegen Stand November 2020 weiterhin fort und hat ihren Sitz mittlerweile in Ismaning.